# GigADSL
GigADSL es una modalidad de la compañía Telefónica de España que ofrece a nivel mayorista allí donde dispone de ADSL a operadores cuya red no llega hasta la central telefónica de la que depende el usuario. En lugar de llegar a la central, basta con que la red del proveedor llegue hasta el PAI (Punto de Acceso Intermedio). Como hay un PAI por cada muchas centrales, la inversión en red propia de los operadores es mucho menor. Cuando la red de proveedor sí llega a la central de la que depende el usuario, el operador suele ofrecer ADSL desagregado.
Para permitir la competencia, el servicio GigADSL está regulado por la CMT en la Oferta al Bucle de Abonado en la cual se especifica que los precios del servicio deben ser en torno a un 40% más baratos que los precios que Telefónica ofrece a los usuarios particulares.
Esta modalidad de acceso se usa cada vez menos. A los proveedores les resulta más barato utilizar el servicio GigaIP, que usa un único PAI a nivel nacional, en lugar de mantener una red que llegue al centenar de PAI's de GigADSL que hay repartidos por España.